# 林生长蒴苣苔
林生长蒴苣苔（学名：Didymocarpus silvarum）为苦苣苔科长蒴苣苔属下的一个种。

## 扩展阅读
- 維基物種上的相關：林生长蒴苣苔